# Intelsat 605
O Intelsat 605 (IS-605), anteriormente denominado de Intelsat VI F-5, foi um satélite de comunicação geoestacionário construído pela Hughes Aircraft. Ele esteve localizado na posição orbital de 174 graus de longitude leste e era de propriedade da Intelsat, empresa sediada atualmente em Luxemburgo. O mesmo foi desativado em janeiro de 2009 e foi enviado para uma órbita cemitério.

## História
O Intelsat 605 foi o quarto de cinco satélites da Intelsat VI a ser lançado. A série Intelsat VI foi construído pela Hughes Aircraft, baseado em torno do modelo HS-389.
O Intelsat 605 foi inicialmente operado em uma órbita geoestacionária com um perigeu de 35.756 quilômetros (22.218 milhas), um apogeu de 35,818 km (22,256 milhas) e 0 graus de inclinação.
Até o final de 1991, o Intelsat 605 foi operado em uma longitude de 21,5 graus oeste. Em julho de 1992, ele foi colocado em 24,5 graus oeste, onde funcionou até novembro de 1997. Posteriormente, foi movido para 27,5 graus oeste em dezembro de 1997 a março de 2003; depois esteve em 32,9 graus leste de abril de 2003 a outubro de 2004, em 77 graus oeste de dezembro de 2004 a janeiro de 2005, e em 174 graus leste de abril de 2005 a janeiro de 2009. Ele foi colocado em uma órbita cemitério e desativado em janeiro de 2009.

## Lançamento
O satélite foi lançado com sucesso ao espaço no dia 14 de agosto de 1991, às 23:15:13 UTC, por meio de um veículo Ariane 44L V45 a partir do Centro Espacial de Kourou, na Guiana Francesa. Ele tinha uma massa de lançamento de 4.296 kg.

## Capacidade
O Intelsat 605 era equipado com 38 transponders em banda C e 10 em banda Ku.